# Wojna brytyjsko-amerykańska

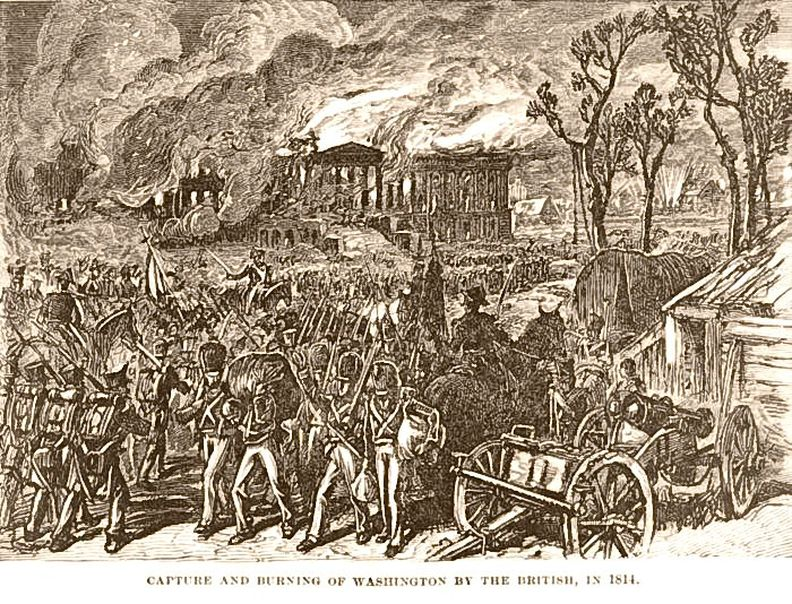
Płonący Waszyngton

Wojna brytyjsko-amerykańska, zwana też wojną Jamesa Madisona lub wojną roku 1812 (ang. War of 1812) – wojna pomiędzy Stanami Zjednoczonymi a Wielką Brytanią rozpoczęta amerykańską deklaracją wypowiedzenia wojny 18 czerwca 1812 i formalnie zakończona traktatem gandawskim zawartym 24 grudnia 1814. Mimo to znaczące działania wojenne trwały jeszcze do 18 lutego 1815 roku, kiedy miały miejsce: bitwa pod Nowym Orleanem i bitwa pod Fort Bowyer. Głównym teatrem wojny było pogranicze między Stanami Zjednoczonymi i brytyjską Kanadą.

## Przyczyny wojny
Od początku XIX wieku Stany Zjednoczone zaczęły być aktywne na scenie międzynarodowej jako partner polityczny i gospodarczy krajów europejskich. Ich naturalnym sojusznikiem na kontynencie była Francja, tak z powodów strategicznych, jak i ideologicznych, przeciwnik Wielkiej Brytanii.
Chociaż Stany Zjednoczone zadeklarowały formalnie neutralność, w roku 1807 Jerzy III zatwierdził serię ustaw, zabraniających statkom amerykańskim przybijania do portów pod władzą Napoleona. Thomas Jefferson, ówczesny prezydent USA, nie chcąc zaogniać sytuacji, również ze swojej strony zakazał kupcom amerykańskim jakiegokolwiek handlu zagranicznego. Ustawa o embargu (1807) wywołała jednak falę protestów, skarg i zażaleń. W efekcie następca Jeffersona James Madison doprowadził w 1810 r. do wycofania ustawy. Nie chcąc jednak konfliktu, wysłał listy do Francji i Brytanii, w których zapowiedział, że to państwo, które jako pierwsze zniesie wszelkie ograniczenia dla żeglugi, dostanie wyłączność na handel ze Stanami.
Tymczasem Amerykanie zaczęli dostarczać materiały i żywność Cesarstwu Francuskiemu. W wyniku tego amerykańska flota handlowa stała się obiektem ataków Royal Navy. Statki wraz z ładunkiem były zajmowane, a członkowie załóg siłą wcielani do floty. Jednym z powodów przyspieszającym wypowiedzenie wojny był incydent „Chesapeake”-„Leopard”. „Chesapeake” został zatrzymany przez brytyjską fregatę wojenną „Leopard”. Gdy „Chesapeake” odmówił zatrzymania i poddania się rewizji, Brytyjczycy otworzyli w jego kierunku ogień, zabijając i raniąc wielu marynarzy na jego pokładzie.
Drugą przyczyną wojny było wprowadzenie niekorzystnych taryf celnych na towary amerykańskie w Anglii. Wprawdzie na dzień przed datą oficjalnego wypowiedzenia wojny (17 czerwca 1812) parlament brytyjski zniósł taryfy celne oraz uchwalił ustawę o zaprzestaniu aresztowań statków amerykańskich wiozących zaopatrzenie dla Francji, lecz nastąpiło to co najmniej o dzień za późno.
Kolejną przyczyną wojny były amerykańskie problemy z ludnością indiańską. W okresie pierwszych lat XIX wieku osadnictwo amerykańskie przekroczyło Appalachy. Bezpośrednio zagrażało to indiańskim plemionom Algonkinów oraz Indianom z tzw. Pięciu Cywilizowanych Narodów – Krikom, Czirokezom, Czoktawom, Seminolom i Czikasawom. W 1811 plemiona algonkińskie zawiązały ligę pod wodzą Tecumseha i w listopadzie 1811 zaatakowały oddziały amerykańskie. Indianie ponieśli klęskę, a sam Tecumseh zbiegł do Górnej Kanady. Nasunęło to Amerykanom podejrzenie, iż indiański „bunt” był zainspirowany przez Brytyjczyków oraz że Kanada może się stać bazą politycznej działalności Tecumseha.
Wszczynając wojnę Stany Zjednoczone miały też nadzieję na włączenie części prowincji kanadyjskich do USA.
Tymczasem Wielka Brytania, już uwikłana w długi konflikt europejski, starała się uniknąć wojny na drugim froncie. Świadczą o tym ustępstwa poczynione przez Brytyjczyków w przeddzień wybuchu wojny. Także i w USA zdania były podzielone. W czasie głosowania nad sprawą wojny w Kongresie w 1811 r. uchwała przeszła tylko niewielką liczbą głosów. Generalnie, senatorowie z Południa (tzw. jastrzębie wojny) byli za rozpoczęciem wojny, podczas gdy przedstawiciele Północy przeciw.

## Przebieg wojny
Wojna brytyjsko-amerykańska przebiegała jednocześnie: na morzu, na terenie Kanady oraz na terenie Stanów Zjednoczonych.

### Siły stron

#### Wielka Brytania
Siły brytyjskie zaangażowane w wojnę są trudne do ocenienia. Prawdopodobnie Brytyjczycy dysponowali ponad 5 tysiącami zawodowych żołnierzy, a dodatkowo byli wspierani przez kanadyjską milicję oraz oddziały indiańskie. W późniejszym okresie Brytyjczycy zwiększali liczbę żołnierzy zawodowych, ściągając wojska z Europy. Wojska brytyjskie przeważnie były dobrze wyszkolone (choć oddziały przybyłe z Europy miały trudności z adaptacją do miejscowych warunków wojny i przez to ponosiły niemałe straty), ale różne morale – od wysokiego w kanadyjskich milicjach do niskiego w oddziałach złożonych z jeńców z armii napoleońskich zmuszonych do wstąpienia do armii brytyjskiej.
Na morzu Brytyjczycy posiadali flotę składającą się z 97 okrętów. Flota ta była nie najlepszej jakości, ponieważ Brytyjczycy swoje główne siły morskie utrzymywali w Europie i do Ameryki kierowali gorsze okręty.

#### Stany Zjednoczone
Lądowe siły amerykańskie wystawiane przez rząd federalny liczyły na początku 7000 ludzi (pod koniec wojny 35 tysięcy ludzi). Wartość bojowa tej armii była początkowo bardzo wątpliwa – była słabo uzbrojona, wyszkolona i miała niskie morale. Wynikało to z tego, że ówcześnie w USA armię federalną kojarzono z brytyjskimi wojskami kolonialnymi z czasów wojny o niepodległość, co negatywnie odbijało się na motywacji żołnierzy i oficerów. Ponadto władze ustawodawcze ograniczały liczebność tej armii i środki finansowe przeznaczone na jej uzbrojenie i szkolenie. Ówcześnie uważano, że główną armią lądową będą milicje powoływane przez poszczególne stany w razie potrzeby. Podczas wojny okazało się, że wyszkolenie tych oddziałów często pozostawiało wiele do życzenia (zależało od nastawienia i poglądów poszczególnych dowódców i władz stanowych); morale natomiast było zmienne w zależności od okoliczności – np.:
- bardzo niskie w przypadku oddziałów złożonych z niechętnych wojnie mieszkańców Nowej Anglii skierowanych do Kanady;
- bardzo wysokie w przypadku oddziałów złożonych z mieszkańców Południa broniących Nowego Orleanu.

W lepszym stanie były Siły Morskie Stanów Zjednoczonych, wprawdzie liczebnie znacznie ustępowały brytyjskim, lecz przewyższały je jakościowo. W konfrontacji Amerykanie okazali się lepszymi nawigatorami, żeglarzami i strzelcami, jednakże z powodu znacznej przewagi liczebnej Brytyjczyków nie byli oni w stanie odnieść decydujących zwycięstw (poza zwycięstwami na Wielkich Jeziorach, gdzie Brytyjczycy nie mogli łatwo uzupełniać swych sił).

### Operacje morskie
Operacje morskie w pierwszej fazie wojny zakończyły się pełnym sukcesem amerykańskim. Amerykanie przeprowadzili szereg udanych akcji prowadzących do przejęcia, uszkodzenia lub zatopienia wielu brytyjskich jednostek. Amerykańska flotylla, składająca się z jednostek „President”, „Hornet”, „United States”, „Congress” i „Argus”, dokonała udanego pościgu za brytyjską fregatą HMS „Belvidera”, która zanim schroniła się w porcie Halifax, zmuszona była porzucić na morzu swój ładunek oraz część wyposażenia, by obniżyć masę okrętu w czasie ucieczki. 2 sierpnia okręt „Constitution” schwytał i zatopił brytyjski statek „Guerriere”. 25 października „United States” przechwycił fregatę „Macedonian” i odtransportował ją do portu. 20 grudnia „Constitution”, „Essex” i „Hornet” zaatakowały brytyjską fregatę „Java”, na pokładzie której podróżował gubernator Bombaju. Akcja zakończyła się przejęciem statku. W efekcie okrętom amerykańskim działającym na Atlantyku udało się sparaliżować brytyjską żeglugę na tamtych akwenach.
Po początkowych porażkach Brytyjczycy zmienili taktykę, wykorzystując przewagę liczebną, rozpoczęli systematyczną blokadę amerykańskich portów. Unieruchomiło to amerykańską flotę w portach do końca wojny, przekazując inicjatywę na morzach w ręce brytyjskie.

### Operacje nad wielkimi jeziorami i w Kanadzie
Zanim Amerykanie przystąpili do działań lądowych, siły brytyjskie pod dowództwem Isaaka Brocka zdołały umocnić swe pozycje nad jeziorami Ontario i Erie oraz zająć amerykańskie miasta Detroit i Mackinac nad jeziorem Huron. Pierwszy atak amerykański rozpoczął się 12 lipca i nastąpił od strony miasta Detroit. Generał William Hull dowodzący amerykańską milicją został odparty i zmuszony do poddania się. Podobnie zakończyła się druga próba ataku podjęta przez Amerykanów – ponieśli klęskę w bitwie pod Queenston Heights. Pierwszą fazę wojny lądowej zakończyło poddanie się amerykańskich oddziałów, otoczonych przez połączone siły brytyjsko-indiańskie pod Frenchtown 22 stycznia 1813 roku.
Na okres zimy obie strony konfliktu zaprzestały działań. Wojna została wznowiona dopiero w połowie roku 1813 działaniami zmierzającymi do przejęcia kontroli nad Wielkimi Jeziorami. W ich wyniku Brytyjczycy zapanowali nad jeziorem Ontario, podczas gdy jezioro Erie przeszło pod kontrolę Amerykanów po zwycięskiej bitwie. Kapitan Perry odzyskał wówczas Detroit. W pierwszym okresie kampanii 1813 roku inicjatywa była po amerykańskiej stronie. 27 kwietnia, po zwycięskiej bitwie zajęli York, po czym przesunęli się w stronę Fortu George, który jednak skutecznie oparł się napastnikom. Kolejnym niewykorzystanym sukcesem Amerykanów dowodzonych przez Williama Henry’ego Harrisona była bitwa pod Moraviantown (inaczej Thames), w której poległ przywódca indiańskiej konfederacji (Tecumseh). Nie powiodła się próba przeniesienia wojny do Dolnej Kanady. Amerykanie zostali pokonani w bitwach pod Châteauguay i pod Crysler’s Farm, co zmusiło ich do wycofania się do Górnej Kanady.
Początki kampanii roku 1814 były pomyślne dla Amerykanów. Najpierw zdobyli Fort Erie, następnie 5 lipca wygrali też ważną bitwę pod Chippewa. Siły amerykańskie, pierwszy raz w tej wojnie wykazały wysoką dyscyplinę i sprawność bojową. W kolejnej nierozstrzygniętej bitwie pod Lundy’s Lane Amerykanie zmuszeni zostali do wycofania się z Ontario (odtąd wojna toczyła się wyłącznie na terytorium USA), choć zachowali kontrolę nad Wielkimi Jeziorami. Tego samego roku Amerykanie wygrali znaczącą bitwę na jeziorze Champlain. Zwycięstwo to zatrzymało potężną ofensywę brytyjską skierowaną na Nową Anglię.

### Operacje na wybrzeżu amerykańskim
Jednocześnie z działaniami wojennymi w Dolnej i Górnej Kanadzie trwały walki w Nowej Anglii. Obecność brytyjska w tym rejonie nie miała stałego charakteru. Sprowadzała się do blokady portów i pojedynczych rajdów na wybrane cele. Do najważniejszych należał rajd na Waszyngton (Brytyjczycy spalili wtedy Biały Dom oraz budynek Kapitolu) zakończony bitwą pod Baltimore. Ostatecznie jednak kampania prowadzona na wybrzeżach amerykańskich nie przyniosła wyraźnego rozstrzygnięcia.

### Operacje na południowym zachodzie
Podczas kampanii na ówczesnym południowym zachodzie Amerykanie pod wodzą gen. Jacksona pokonali indiańskich sojuszników Wielkiej Brytanii z należącej do plemienia Krików grupy tzw. Czerwonych Kijów w bitwie pod Horseshoe Bend. Następnie Amerykanie przesunęli się w okolice Nowego Orleanu, gdzie 8 stycznia 1815, dowodzeni przez Andrew Jacksona, stoczyli bitwę pod Nowym Orleanem nie wiedząc, iż w Wigilię Bożego Narodzenia podpisano kończący wojnę traktat gandawski.

## Efekty wojny
Efektem wojny było utrzymanie status quo. Strony nie osiągnęły żadnych korzyści terytorialnych. Taryfy celne oraz praktyka aresztowania i utrudniania handlu amerykańskiego zostały zarzucone jeszcze przed wybuchem wojny. Amerykanie zobowiązali się przestrzegać suwerenności Kanady (odtąd zrezygnowali z prób „wyzwalania” tego kraju).
Dla Wielkiej Brytanii wojna również miała niewielkie znaczenie, jeśli nie liczyć kilku upokarzających porażek w końcowej fazie wojny oraz konieczności ostatecznego pogodzenia się z utratą wpływów w niekanadyjskiej Ameryce.
Dla Stanów Zjednoczonych wojna nie przyniosła zasadniczych korzyści. Pomogła jednak zbudować mit niezwyciężonej armii. Stała się również jednym z elementów spajających naród amerykański. W niektórych źródłach amerykańskich wojna ta nazywana jest „drugą wojną o niepodległość”. Z tamtych czasów pochodzi pieśń „Gwiaździsty Sztandar”, w XX w. uznana za Hymn Stanów Zjednoczonych Ameryki.
Konflikt ten leżał u podłoża zmian w amerykańskich siłach zbrojnych. Po pierwsze rozpoczęto ilościową rozbudowę floty wystawianej przez rząd federalny i zarzucono koncepcję utrzymywania wyłącznie garstki fregat do ewentualnych działań antypirackich. Po drugie w siłach lądowych główną rolę przyznano armii zawodowej, utrzymywanej przez rząd federalny, a zaczęto ograniczać rolę milicji stanowych.

## Zbiorcza lista bitew rozegranych w wojnie
- bitwa pod Queenston Heights
- bitwa o jezioro Erie
- bitwa pod Yorkiem
- bitwa pod Moraviantown (znana także jako bitwa nad rzeką Thames)
- bitwa pod Chateauguay
- bitwa pod farmą Cryslera
- bitwa o Fort Erie
- bitwa pod Chippewa
- bitwa o Lundy’s Lane
- bitwa pod Plattsburghiem (znana także jako druga bitwa na jeziorze Champlain)
- bitwa pod Baltimore
- bitwa nad Horseshoe Bend
- bitwa pod Nowym Orleanem